# Federação Maximalista Portuguesa
Federação Maximalista Portuguesa  var en
revolutionär rörelse i Portugal grundad den 27 april 1919 i Lissabon och med inspiration av de mest radikala fraktionerna som deltog i den Ryska revolutionen 1917. Rörelsen samlade  anarkister, syndikalister och övriga socialister. 